# The Woman in the Yard
Pour plus de détails, voir Fiche technique et Distribution.
The Woman in the Yard ou La femme dans le jardin au Québec est un film américain réalisé par Jaume Collet-Serra et sorti en 2025.

## Synopsis
Une mystérieuse femme vêtue de noir se présente sur la pelouse d’une famille et lance un avertissement effrayant.

## Fiche technique
Sauf indication contraire, les informations mentionnées dans cette section peuvent être confirmées par la base de données cinématographiques IMDb,  présente dans la section « Liens externes ».
- Titre original et français : The Woman in the Yard
- Réalisation : Jaume Collet-Serra
- Scénario : Sam Stefanak
- Musique : Lorne Balfe
- Décors : Marc Fisichella
- Costumes : Kurt and Bart
- Photographie : Pawel Pogorzelski
- Montage : Timothy Alverson et Krisztian Majdik
- Production : Blum Allain, Stephanie Allain et Jason Blum

Coproducteurs : Dwjuan F. Fox et Jazmyn Tanski
Producteurs délégués : Jaume Collet-Serra, Danielle Deadwyler, Gabrielle Ebron, Scott Greenberg, Scott Bennett Greenberg et James Moran
- Sociétés de production : Blumhouse Productions, Homegrown Pictures et Ombra Films
- Société de distribution : Universal Pictures (États-Unis)
- Budget : 12 millions de dollars[1]
- Pays de production :  États-Unis
- Langue originale : anglais
- Format : couleur
- Genre : thriller, horreur
- Durée : 87 minutes
- Dates de sortie[2] : 
  - États-Unis : 28 mars 2025
  - France : 6 août 2025 (en vidéo à la demande[3])
- Classification[4] :
  - États-Unis : PG-13

## Distribution
- Danielle Deadwyler : Ramona
- Okwui Okpokwasili : la femme
- Russell Hornsby : David
- Peyton Jackson : Taylor
- Estella Kahiha : Annie
- Chad "C. Pitt" Pitter : Taylor, adulte

## Production
En février 2024, il est annoncé qu'Universal Pictures et Blumhouse développent un thriller horrifique intitulé The Woman in the Yard. Jaume Collet-Serra est annoncé comme réalisateur avec un scénario écrit par Sam Stefanak. Danielle Deadwyler est annoncée dans le rôle principal. En avril 2024, Okwui Okpokwasili est également confirmée, tout comme Russell Hornsby. En mai, Peyton Jackson et Estella Kahiha rejoignent
Le tournage débute le 26 avril 2024. Il se déroule dans l’État de Géorgie, notamment à Bostwick et Athens.

## Sortie
Initialement prévu pour le 10 janvier 2025, The Woman in the Yard sort aux États-Unis le 28 mars 2025.